# Paula Ramírez
Paula Ramírez Ibáñez (Barcelona, 23 de abril de 1996) é uma nadadora artística espanhola.

## Carreira
Nos Jogos Europeus de Cracóvia 2023 conquistou duas medalhas de ouro. Ganhou quatro medalhas nos Campeonatos Mundiais de Natação entre 2019 e 2024 , e quatro medalhas nos Campeonatos Europeus de Natação entre 2016 e 2021.
Nos Jogos Olímpicos de Verão de 2024, em Paris, conquistou a medalha de bronze na competição por equipes na natação artística, ao lado de Txell Ferré, Marina García Polo, Lilou Lluís Valette, Meritxell Mas, Alisa Ozhogina, Iris Tió e Blanca Toledano.